# Neustadt am Kulm
Neustadt am Kulm er en by i Landkreis Neustadt an der Waldnaab i Regierungsbezirk Oberpfalz i den tyske delstat Bayern.

Den er en del af Verwaltungsgemeinschaft Eschenbach.

## Geografi
Byen ligger ved foden af Rauher Kulm.

Neustadt am Kulm er den fjerde mindste by med stadsret i Bayern.

Ud over Neustadt am Kulm med 856 indbyggere ligger i kommunen disse landsbyer og bebyggelser:
- Baumgartenhof 15
- Firkenhof 30
- Filchendorf 218
- Lämmershof 53
- Mockersdorf 108
- Neumühle 2
- Scheckenhof 32
- Tremau 29

(indbyggere pr. 1. december 2006)

### Natur
Vigtigste seværdighed er det 682 meter høje bjerg Rauhe Kulm med sit 25 meter høje udsigtstårn.